# Височанківська сільська рада
| Височанківська сільська рада — орган місцевого самоврядування у Галицькому районі Івано-Франківської області з адміністративним центром у с. Височанка. Відновлена 9 липня 1991 року. Водоймища на території, підпорядкованій даній раді: річка Луквиця. Сільській раді підпорядковані населені пункти: - с. Височанка |

## Склад ради
Рада складається з 14 депутатів та голови.

### Керівний склад ради
| ПІБ                         | Основні відомості                              | Дата обрання | Дата звільнення |
| --------------------------- | ---------------------------------------------- | ------------ | --------------- |
| Хлібкевич Тарас Миколайович | Сільський голова, 1946 року народження, освіта | 26.03.2006   | 31.10.2010      |

Примітка: таблиця складена за даними джерела